# Glauco Pellegrini
Glauco Pellegrini (* 14. Januar 1919 in Siena; † 21. Juli 1991 in Rom) war ein italienischer Filmregisseur und Drehbuchautor.

## Leben
Pellegrini, der aus einer venezianischen Familie stammt, wohin seine Familie nach ihrer um die Zeit seiner Geburt erfolgten Auswanderung in die Toskana bald wieder zurückkehrte, begann sein Arbeitsleben als Journalist, schrieb aber auch für den Hörfunk und die Bühne. Durch seine Freundschaft zu Francesco Pasinetti kam er zum Film; er assistierte diesem bei seinen Dokumentarfilmen und drehte ab 1942 ein Jahrzehnt lang selbst zahlreiche dieser Filme, oftmals zu kunstwissenschaftlichen Themen (u. a. Venezia insorge, Prigionieri del golgo, Arquà Petrarca, L'esperienza del cubismo, Lo scultore Manzù, Dove nasce il Piave), von denen einige ausgezeichnet wurden.
Von 1944 an schrieb Pellegrini auch Drehbücher zu Spielfilmen anderer Regisseure, das erste davon zur Zeit der faschistischen Republik von Salò. 1951 debütierte er dann selbst als Regisseur mit Ombre sul Canal Grande; den er in dramatischem Schwarz-Weiß und mit kontrastierenden Nachkriegsbildern und Eindrücken aus seiner Lieblingsstadt inszenierte. Nach einigen weniger bedeutenden Arbeiten legte er 1961 mit der DEFA-Produktion Italienisches Capriccio eine ausschließlich im Studio realisierte Inszenierung von Carlo Goldonis Leben vor. In Italien wurde der Film allerdings kaum gezeigt. Danach verlegte sich Pellegrini auf Theaterinszenierungen und brachte bis 1975 zahlreiche Opern auf die Bühne, während er immer wieder im Dokumentarfilmbereich tätig blieb.
Zwischen 1962 und 1967 wirkte er auch für das Fernsehen und verantwortete Programme wie „Il bel canto“, „Il secolo d'oro delle lirica italiana“ oder „Colonna sonora“, mit denen er seine musikalischen Arbeiten begleitete. 1982 trug er nochmals zu einem Spielfilm bei, als er einen Teil des Kofferfilms Il vento e l'amore beitrug, der von seinen Schülern am Centro Sperimentale di Cinematografia inszeniert wurde, an dem er Regie unterrichtete. Daneben war Pellegrini Mitglied der Italienischen Kommunistischen Partei (PCI) und von deren Kulturausschuss, Mitbegründer der ANAC und Mitarbeiter einiger Filmzeitschriften und -lexika.

## Filmografie (Auswahl)
Regie und Drehbuch
- 1951: Ombre sul Canal Grande
- 1954: Dein ist mein Herz – Schuberts große Liebe (Sinfonia d'amore)
- 1956: Der Nerzmantel (Una pelliccia di visone)
- 1957: Der Mann in den kurzen Hosen (L'amore più bello)
- 1961: Italienisches Capriccio
- 1982: Il vento e l'amore (eine Episode)

Drehbuch
- 1952: Puccini – Liebling der Frauen (Puccini)
- 1953: Der Sohn des weißen Teufels (Ivan, il figlio del diavolo bianco)
- 1956: Frauennot – Frauenglück (Il momento più bello)